# Gisingen (Feldkirch)

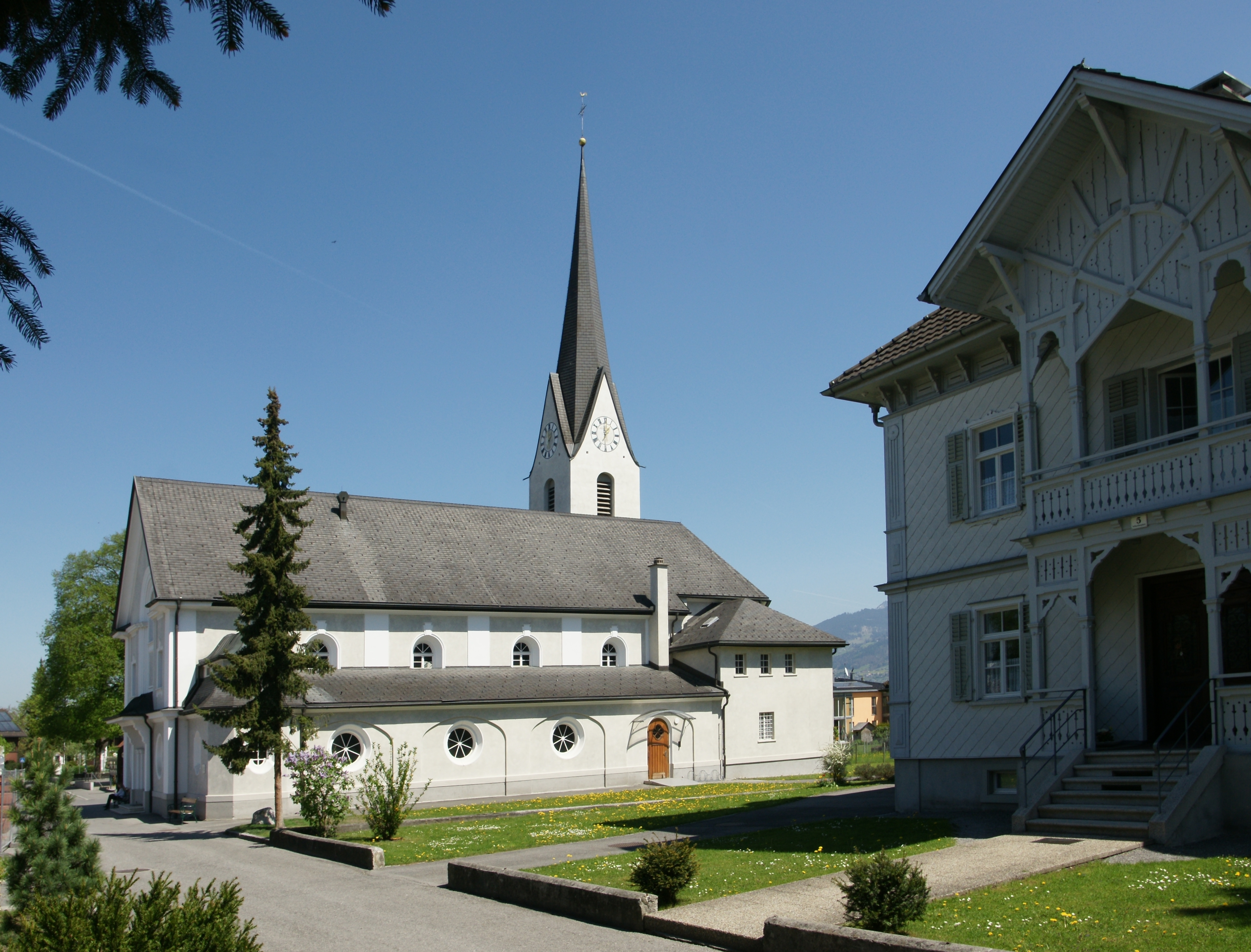
Stadtpfarrkirche Hl. Sebastian

Gisingen ist der bevölkerungsreichste Stadtteil von Feldkirch in Vorarlberg, Österreich.
Gisingen grenzt an die Ill im Westen, den Rhein im Nordwesten und den Ardetzenberg (639 m ü. A.) im Süd-Osten.

## Geschichte

### Ortsname
Der Name Gisingen erinnert an die alemannische Abstammung. Orte mit der Endsilbe -ingen gelten als Stützpunkte alemannischer Besiedelung und weisen auf die Abstammung von einem bestimmten Geschlechtsoberhaupt hin.
Die alte urkundliche Form von Gisingen lautet: Giso – Gisinte – Gisingasca – Giesingen – Gisingen. Im lokalen alemannischen Dialekt wird der Ortsname als „Giesiga“ ausgesprochen. Die früheste Nennung findet sich in einer Urkunde des Jahres 825. In einer Urkunden des Klosters St. Gallen von 864 findet sich die Schreibweise Gisinte für Gisingen.
In den amerikanischen Landkartenarchiven wurde die Namensänderung von „Giesingen“ in „Gisingen“ nicht Rechnung getragen und so wird Gisingen in allen US-basierenden Landkarten und US-basierenden GPS-Systemen nach wie vor falsch geschrieben.

### Ortsgeschichte
Die Besiedelung von Gisingen begann bereits im Mittelalter.
Gisingen gehörte vom Mittelalter bis 1896 zur Mutterpfarre Altenstadt. Eine erste Kapelle in Gisingen selbst entstand im Jahre 1634. Die Kirchenpatrone, die Heiligen Sebastian und Rochus, beides Helfer gegen die Pest, verweisen auf den Anlass für den Bau dieser Kapelle: die Pestepidemie 1629. Die heutige Pfarrkirche entstand zwar schon 1864/1865, zu einer eigenen Pfarrei wurde Gisingen aber erst 1896.
Bis zum Jahre 1926 war Gisingen (Giesingen) gemeinsam mit Nofels, Fresch, Bangs und Matschels ein Ortsteil der Katastralgemeinde Altenstadt. Im selben Jahr wurden alle an Feldkirch angrenzenden Gemeinden der Stadt Großfeldkirch angegliedert.
Gisingen erlebte nach 1945 einen gewaltigen Aufschwung und veränderte sein Dorfbild völlig. Aus den einstigen „Gemeindeteilen“ wurden begehrte Baugründe. Seit 1950 gibt es einen bis heute anhaltenden Bauboom. Die Bevölkerungszahlen stiegen in dieser Zeit von 2.589 Einwohnern im Jahr 1950 auf 6.762 im Jahre 1990.

## Sport
- Waldbad Feldkirch
- Waldstadion Feldkirch
- Sandlochplatz
- Finnenbahn

## Wirtschaft und Infrastruktur

### Öffentliche Einrichtungen
- Katholische Pfarrkirche zum Heiligen Sebastian
- Freiwillige Feuerwehr Gisingen
- Seniorenbetreuung Haus Gisingen (mit öffentlicher Bücherei [siehe unten])

## Kultur und Vereinsleben

### Bildung und Kultur
- Mittelschule Oberau
- Volksschule Oberau
- Volksschule Sebastianplatz
- Öffentliche Bücherei Gisingen

### Vereine
- Freiwillige Feuerwehr Gisingen
- Ministranten und Pfarrjugend Gisingen
- Gisig'r Milchsüppl'r
- Musikverein Gisingen
- Schützenkompanie Gisingen
- Wirtschaftsgemeinschaft Gisingen
- USG Gisingen-Nofels-Tosters

## Galerie

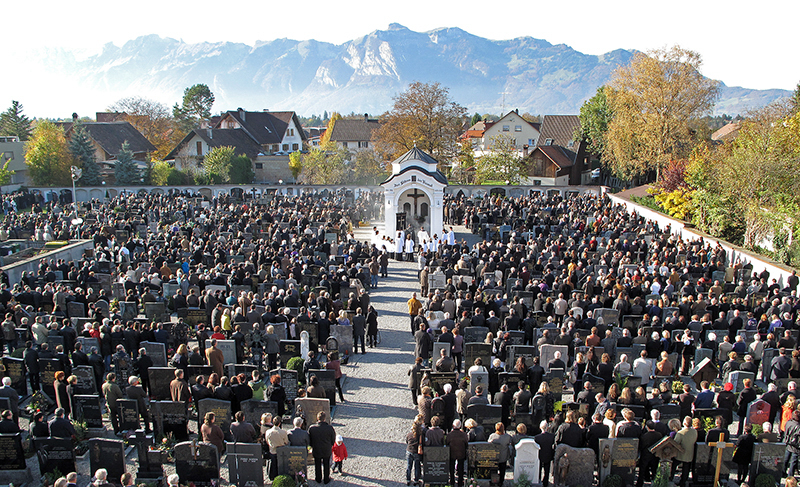
Allerheiligen in Gisingen
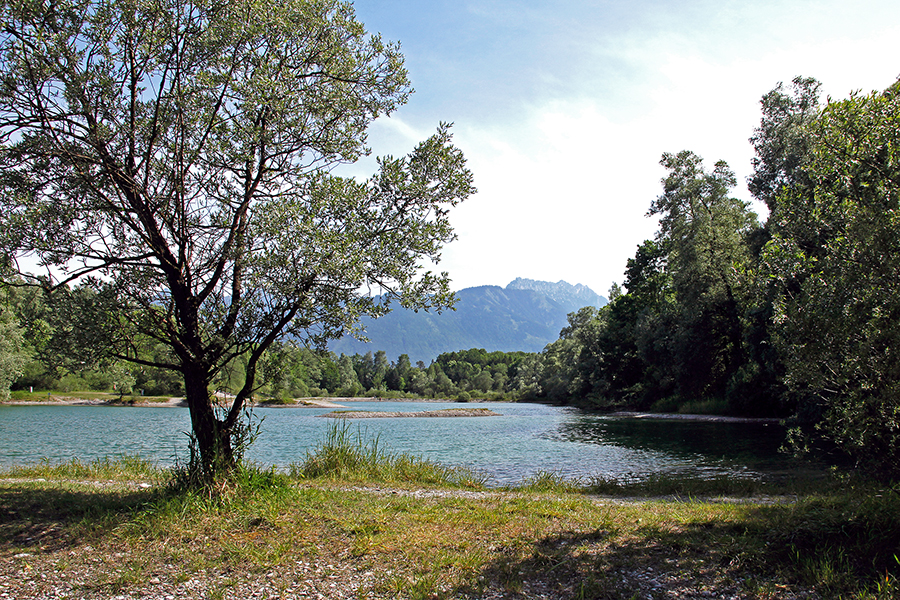
Erholungsgebiet Rüttenen (2010)
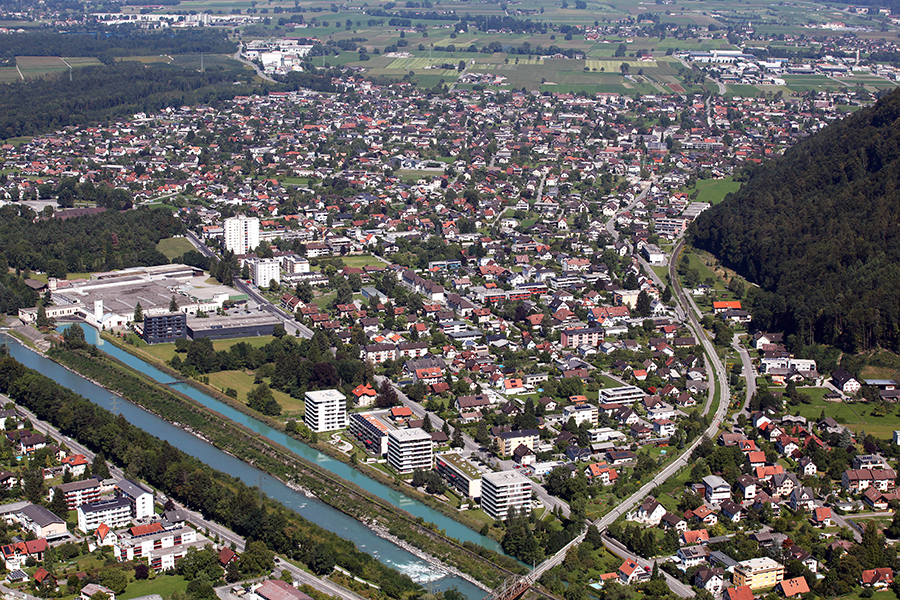
Blick nach Nordosten
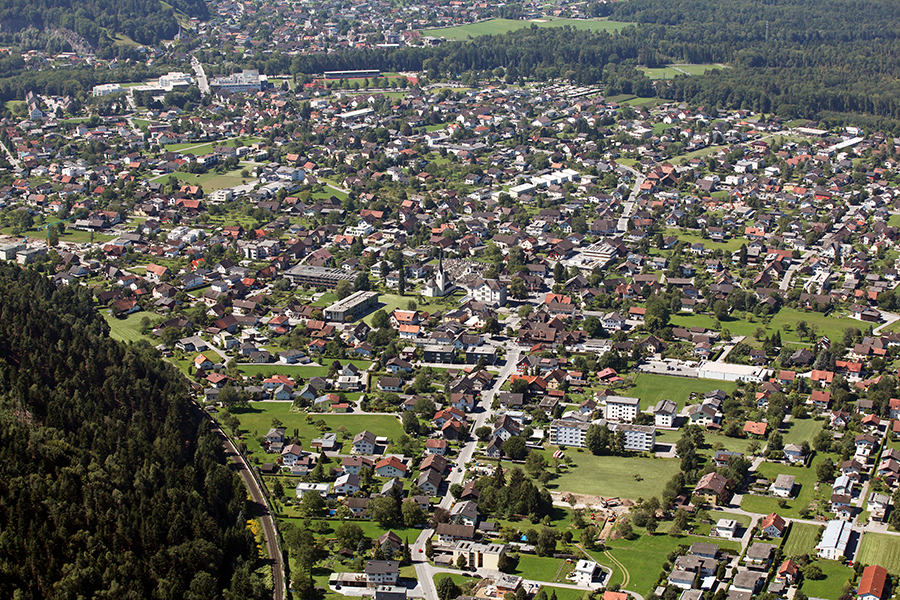
Blick nach Südwesten
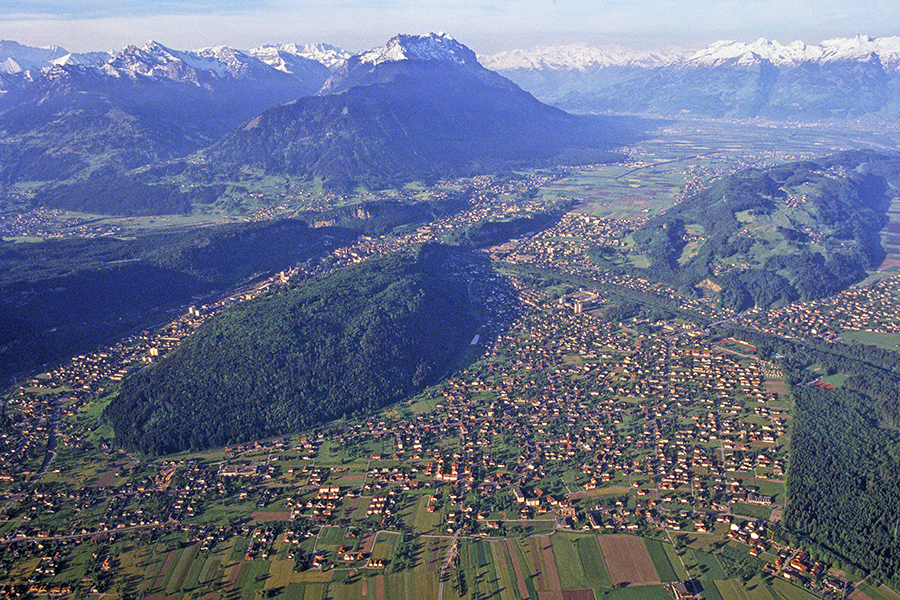
Luftaufnahme (Anfang 1990)
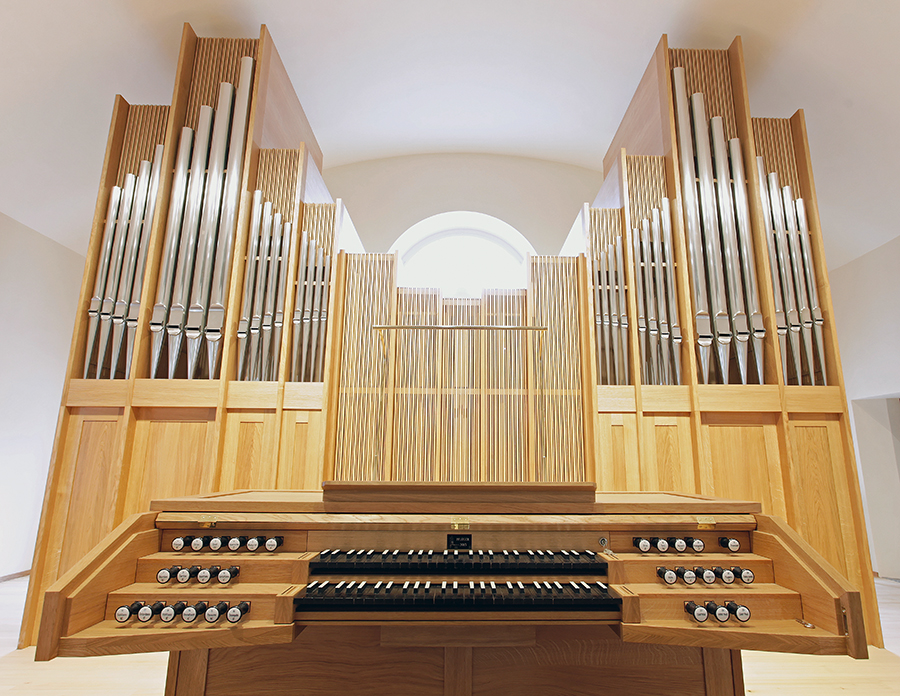
Neue Pflügerorgel (2013)
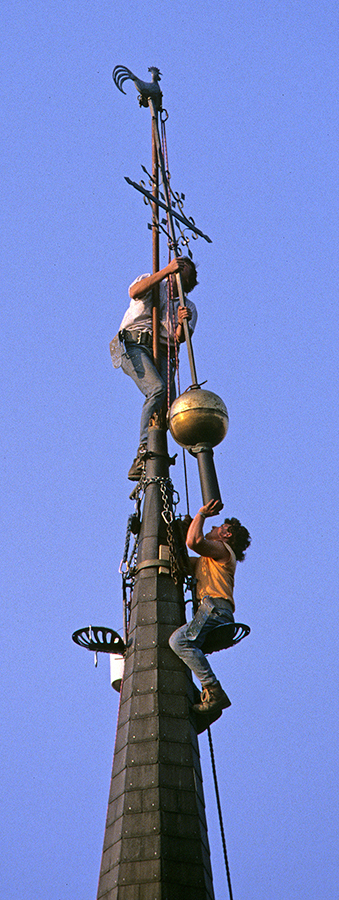
Restaurierung Kirchturmkreuz
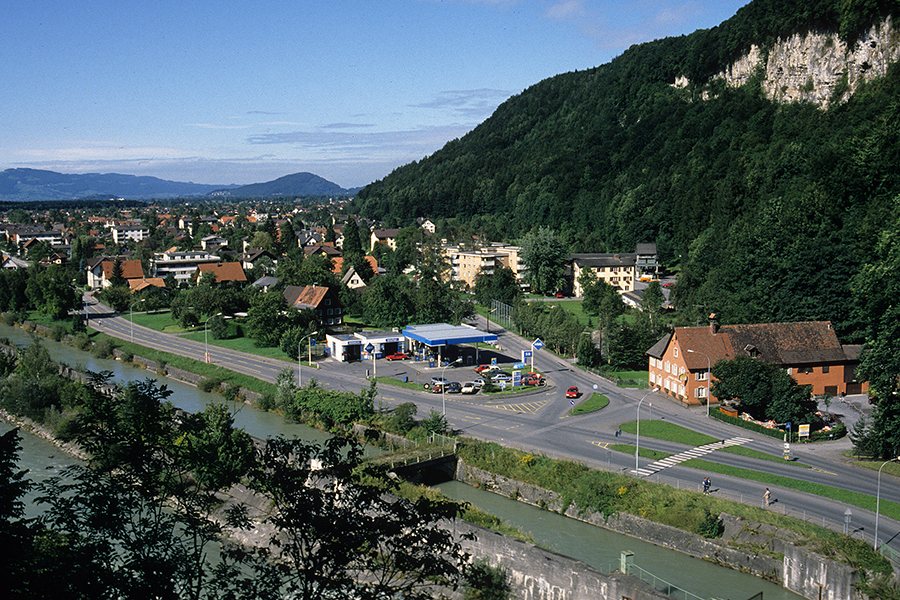
Blick über Gisingen
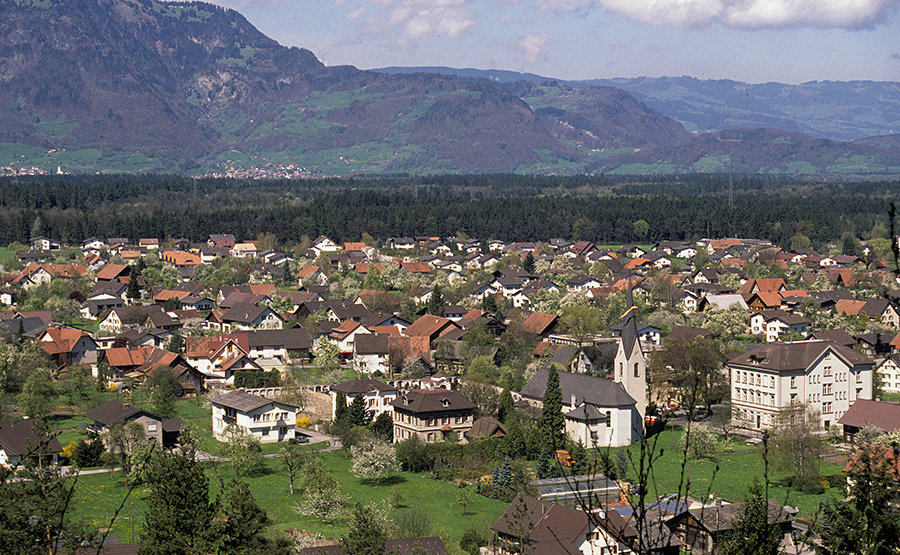
Blick vom Ardetzenberg über Gisingen
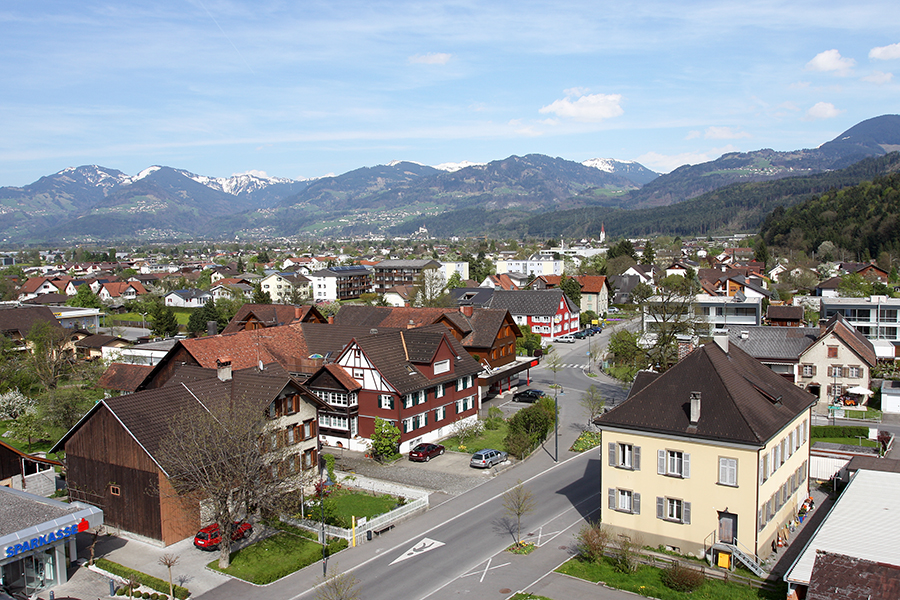
Blick vom Dach der Volksschule Sebastianplatz

## Persönlichkeiten
- Michael Ritter (* 1957), liechtensteinischer Jurist